# Puente de Caronte
El puente de Caronte  (en francés: Pont de Caronte) es un viaducto de ferrocarril situado en la comuna de Martigues (Bouches-du-Rhône, Francia).  Permite a la lineae Miramas - L'Estaque,  de doble vía, franquear el canal de Caronte, un canal de navegación que une el étang de Berre con el mar Mediterráneo.

## Características
El puente de Caronte es un puente en celosía de acero montado sobre pilonas de mampostería. Su longitud es de 972 m. Tiene 12 vanos desglosados como sigue: 8 vanos de 82,50 m, dos vanos centrales de 57,2 m y dos vanos de 51,2 m.
Los dos vanos centrales consisten en un enrejado bloque de 114 m de largo, capaz de pivotar en la pilona central, a fin de dejar libre el paso de barcos cuya altura sea superior a 20 m. El espacio libre debajo de la viga es en realidad 23 m.
Los 8 vanos de 82,50 m, solidarios 2 por 2, están constituidos por cuatro vigas, una debajo de cada línea de raíles. Su peso es de 10,67 t/m. Los vanos de 57,2 m  tienen una osamenta idéntica, pero su peso es de sólo 6,892 t/m.  Las vigas trapezoidales de la parte pivotante tienen una altura de 13,40 m a la derecha de la pilona y de 7,60 m en sus extremos.  El peso de este tramo fue originalmente de 1513 t, de ellos 400 t para los mecanismos.
La apertura demandaba 5 min 7 s. Se obtenía mediante la acción de cuatro piñones dentados, engranados en una cremallera circular, impulsados por el mismo eje y conectados por diferenciales.  Tenía dispositivos especiales que asegurabann el calado y bloqueo.  Dos motores de gasolina de 100 CV —uno sólo era utilizado en la operación normal— comandaban los mecanismos de rotación y de calage. Esto se hacía con un motor de aire comprimido que realizaba el corte y empalme de los railes.  El control de las maniobras, a partir de un puesto instalado en el tablero, por encima de la pilona, estaba «comprometido» con las señales que cubren el puente.

## Historia
Construido en 1908 y terminado en 1915, fue dinamitado en septiembre de 1944 por el ejército alemán. Fue puesto de nuevo en uso para el tráfico ferroviario a finales de 1946 con un tramo levantado provisionalmente y fue reconstruida en 1954 por la misma compañía que lo había construido, la empresa Schneider and Co., con la instalación de un tramo pivotante, como antes de la destrucción.
Un documental que siguió paso a paso esta reconstrucción fue dirigido por André Périé, para la Sección central cinematográfica de la SNCF. Un primer documental también fue filmado para el establecimiento del tramo levantado provisionalmente.

## El puente de Caronte en el cine

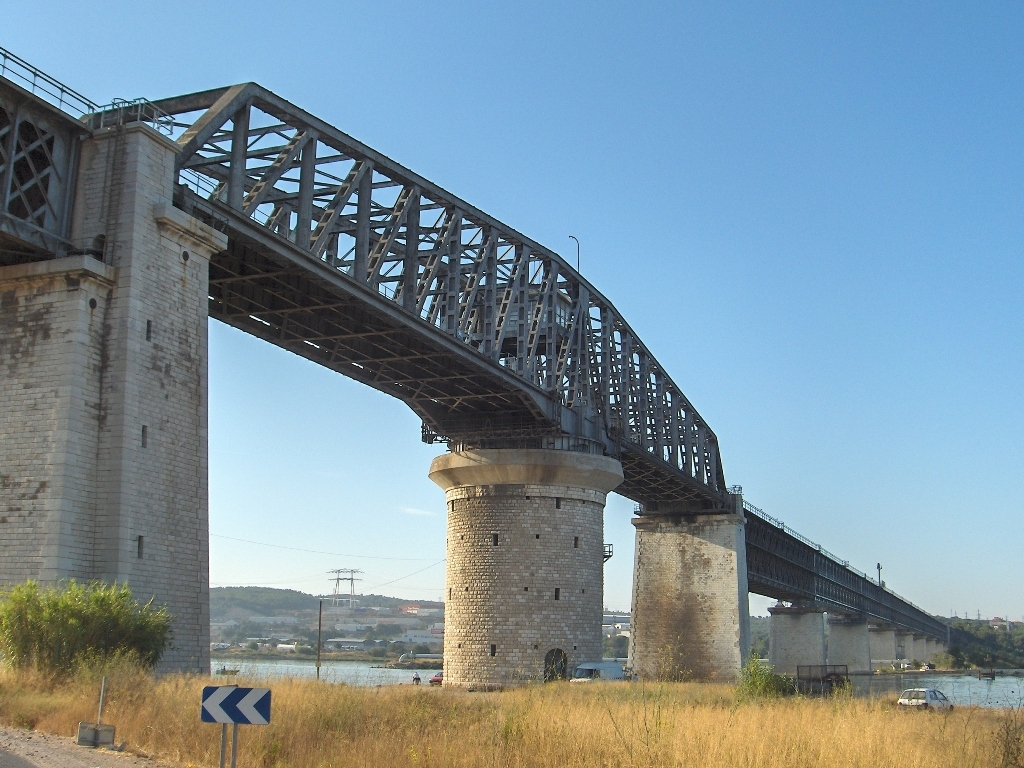
Pilona donde se reúnen los amigos de la película de Robert Guédiguian

- Al final de la película Toni, de Jean Renoir (1935), que se desarrolla en Martigues, Toni recibió un disparo en la entrada del puente Caronte.[4]
- En  Dieu vomit les tièdes [Dios vomita a los tibios], película de Robert Guédiguian rodada en 1991, Cochise, Frisé y sus amigos se reunían en la pilona central del puente pivotante.